# Riccardo Riccò

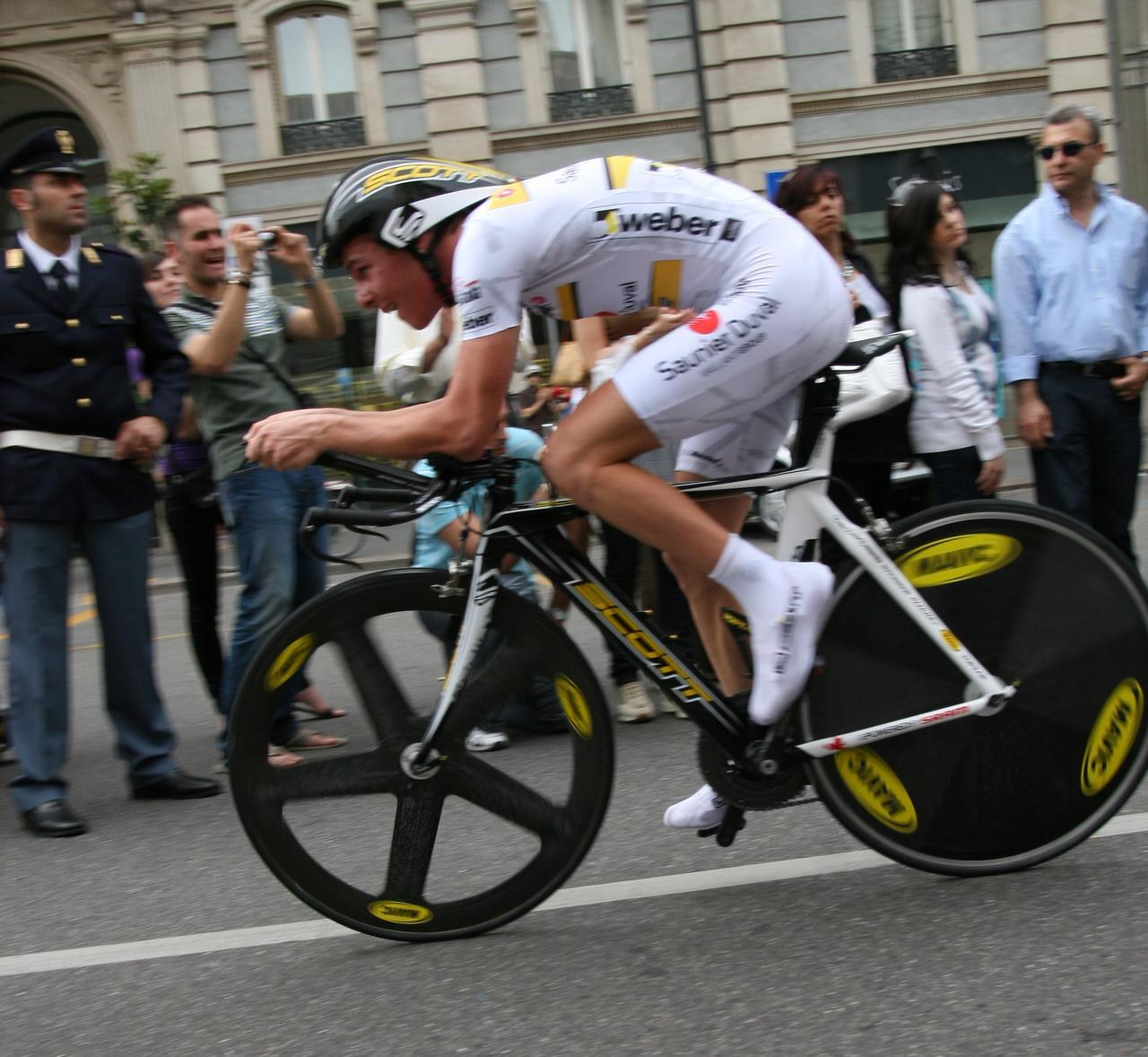
Riccò im weißen Trikot beim Giro d´Italia 2008

Riccardo Riccò (* 1. September 1983 in Formigine, Provinz Modena) ist ein ehemaliger italienischer Radrennfahrer. Er wurde Zweiter des Giro d’Italia 2008. Wegen Dopingvergehen wurde er dreimal gesperrt, zuletzt erhielt er 2020 eine lebenslange Sperre.

## Karriere
Schon als Nachwuchsfahrer war Riccò sehr erfolgreich. 2001 wurde er italienischer Juniorenmeister im Cyclocross. Zwei Jahre später gewann er eine Etappe beim Giro Ciclistico d’Italia. In der Saison 2004 wurde er italienischer Meister der U23-Klasse und gewann 2005 die Gesamtwertung inklusive zwei Etappen bei der Lombardischen Woche sowie eine Etappe der Toskana-Rundfahrt der U23.
2006 wurde Riccò Profi beim Team Saunier Duval-Prodir. 2007 gewann er beim Pro-Tour-Rennen Tirreno–Adriatico zwei Etappen und die Punktewertung. Zudem trug er einen Tag lang das Trikot des Gesamtführenden. Daraufhin wurde er für den Giro d’Italia nominiert und sollte zusammen mit dem Kletterspezialisten Leonardo Piepoli seinen Mannschaftskapitän und zweimaligen Sieger des Giros Gilberto Simoni am Berg unterstützen. Er gewann wie Piepoli eine Bergankunft und belegte am Ende den sechsten Platz in der Gesamtwertung. Allerdings verwehrte die Saunier-Duval-Teamführung Riccòs Tour-de-France-Start.
Im Jahr 2008 trat Riccò beim Giro d’Italia als Kapitän für sein Team Saunier-Duval Scott an. Er holte zwei Etappensiege und lieferte sich einen spannenden Kampf mit Alberto Contador um den Sieg. Jedoch verlor er auf dem abschließenden Zeitfahren fast zwei Minuten und hatte keine Chance mehr. Während des Giros erregte er Unmut im Peloton durch seine Aussagen „Man braucht keine Freunde, um ein Rennen zu gewinnen“ und „Mit einem besseren Team hätte ich den Giro gewonnen.“ Nach Dopingvorfällen bei der Tour de France 2008 wurde er gesperrt.
Nach seiner Dopingsperre begann Riccò die Saison 2010 beim Team Ceramica Flaminia. Er gewann zwei Etappen der Österreich-Rundfahrt und holte sich auch den Gesamtsieg, obwohl er beim Zeitfahren am zweitletzten Tag schwer stürzte. Ab dem 1. September 2010 stand er bei Vacansoleil unter Vertrag.
Das große Vorbild Riccòs ist nach eigener Aussage der verstorbene Tour-de-France- und Giro-d’Italia-Sieger Marco Pantani. Beide sind oder waren reine Kletterer mit dem Anspruch Grand Tours (Giro d’Italia, Tour de France, Vuelta a España) zu gewinnen. Riccò galt als das größte Talent im italienischen Radsport, da zu seinen Kletterkünsten auch noch Klassikerfähigkeiten hinzukamen.

## Doping
Beim Giro d’Italia 2007 lieferte Riccò nach der Bergankunft auf dem Monte Zoncolan eine als verdächtige angesehene Dopingprobe ab, da diese abnormal niedrige Hormonwerte aufwies, was ein Indiz für die Nutzung Doping maskierender Präparate darstellen kann.
Riccò wurde bei der 95. Tour de France im Jahr 2008 in der A-Probe positiv auf EPO-Doping getestet. Er benutzte dabei vorbehaltlich der B-Probe EPO der dritten Generation, nämlich das Präparat CERA/Micera. Dieser dritte Dopingfall der Tour de France 2008 führte unmittelbar dazu, dass die Leitung von Riccòs Team Saunier Duval alle Fahrer aus dem Rennen nahm. Zu diesem Zeitpunkt hatte das Team von den ersten 11 Etappen bereits drei Abschnitte für sich entscheiden können, davon zwei durch Riccò, der zu diesem Zeitpunkt das Gepunktete Trikot trug. Im Anschluss an den Skandal entschied sich der Sponsor, mit sofortiger Wirkung aus dem Radsport auszusteigen. Wenige Tage nach Ende der „Tour“ gab Riccò sein Vergehen zu.
Im Juni 2010 wurde Riccò von einem französischen Gericht zu einer Haftstrafe von zwei Monaten auf Bewährung und einer Geldstrafe in Höhe von 3.000 Euro verurteilt. Das Gericht ahndete damit den Besitz und die Einnahme von Dopingpräparaten während der Tour de France 2008. Riccò war damals kurz nach seinen zwei beeindruckenden Etappensiegen positiv auf das Blutdopingmittel CERA getestet worden. Seine Anwälte hatten vergeblich argumentiert, dass der 26-Jährige bereits in Italien zu einer Geldstrafe von 5710 Euro verurteilt worden war. Außerdem war er 20 Monate lang gesperrt.
Am 6. Februar 2011 wurde Riccò mit akutem Nierenversagen in ein Krankenhaus eingeliefert. Der anfangs kritische Zustand wurde später als stabil bewertet. Zwei Tage später gestand er, sich eine Eigenbluttransfusion verabreicht zu haben mit Blut, das er 25 Tage im Kühlschrank aufbewahrt habe. Darauf führe er seine gesundheitlichen Schwierigkeiten zurück. Als Folge wurde er zunächst von seinem Team Vacansoleil und dann im Juni 2011 vom italienischen Verband (FCI) aus gesundheitlichen Gründen suspendiert. Im Oktober 2011 forderte das Nationale Olympische Komitee Italiens (CONI) für Riccò eine zwölfjährige Sperre; am 19. April 2012 folgte das Nationale Anti-Doping-Tribunal Italiens diesem Antrag. Nachdem Riccò zu Beginn des Jahres 2012 eine beantragte Lizenz des kroatischen Radsportverbandes aus formalen Gründen – er hat keinen Wohnsitz in Kroatien – verweigert wurde, erklärte er nach Bekanntgabe der Sperre zunächst seinen endgültigen Rücktritt, erhob jedoch Berufung gegen das Urteil vor dem Weltsportgerichtshof Court of Arbitration for Sport (CAS) mit dem Vorwurf von Verfahrensfehlern und Parteilichkeit. Das Rechtsmittel wurde am 1. März 2013 durch den CAS-Schiedsrichter verworfen. Die Argumente Riccós seien unbegründet und insbesondere der Vorwurf der Parteilichkeit nicht dargelegt.
Während des Ablaufs seiner zweiten Dopingsperre wurde Riccò im Dezember 2020 wegen versuchten Handels mit Dopingprodukten lebenslang gesperrt.

## Erfolge
2005
Gesamtwertung und zwei Etappen Lombardische Woche
eine Etappe Giro della Toscana
2006
eine Etappe Settimana Internazionale
Japan-Cup
2007
zwei Etappen Tirreno–Adriatico
eine Etappe Settimana Internazionale
eine Etappe Giro d’Italia
2008
zwei Etappen Giro d’Italia
2010
zwei Etappen Settimana Ciclistica Lombarda
eine Etappe Giro del Trentino
Gesamtwertung und zwei Etappen Österreich-Rundfahrt
Coppa Sabatini

## Grand Tours-Platzierungen
| Grand Tour            | 2006 | 2007 | 2008 |
| --------------------- | ---- | ---- | ---- |
| Giro d’ItaliaGiro     | –    | 6    | 2    |
| Tour de FranceTour    | 97   | –    | DNF  |
| Vuelta a EspañaVuelta | –    | –    | –    |